# Алмусте
Алмусте́ (кат. Almoster, вимова літературною каталанською [əłmus'te]) — муніципалітет, розташований в Автономній області Каталонія, в Іспанії. Код муніципалітету за номенклатурою Інституту статистики Каталонії — 430115. Знаходиться у районі (кумарці) Баш-Камп (коди району — 08 та BC) провінції Таррагона, згідно з новою адміністративною реформою перебуватиме у складі баґарії (округи) Камп-да-Таррагона.

## Назва муніципалітету
Назва муніципалітету походить від лат. monasterium — «монастир», до якого у мозарабській було додано арабську частку «al-» (араб. al-monastir).

## Населення
Населення міста (у 2007 р.) становить 1.286 осіб (з них менше 14 років — 20,5 %, від 15 до 64 — 68,3 %, понад 65 років — 11,3 %). У 2006 р. народжуваність склала 10 осіб, смертність — 8 осіб, зареєстровано 5 шлюбів. У 2001 р. активне населення становило 491 особа, з них безробітних — 34 особи.
Серед осіб, які проживали на території міста у 2001 р., 784 народилися в Каталонії (з них 640 осіб у тому самому районі, або кумарці), 126 осіб приїхало з інших областей Іспанії, а 35 осіб приїхало з-за кордону.
Вищу освіту має 19,8 % усього населення.
У 2001 р. нараховувалося 313 домогосподарств (з них 15 % складалися з однієї особи, 23,3 % з двох осіб,20,4 % з 3 осіб, 32,3 % з 4 осіб, 5,4 % з 5 осіб, 2,9 % з 6 осіб, 0,3 % з 7 осіб, 0 % з 8 осіб і 0,3 % з 9 і більше осіб).
Активне населення міста у 2001 р. працювало у таких сферах діяльності: у сільському господарстві — 5,7 %, у промисловості — 17,3 %, на будівництві — 7,4 % і у сфері обслуговування — 69,6 %.
У муніципалітеті або у власному районі (кумарці) працює 93 особи, поза районом — 401 особа.

### Безробіття
У 2007 р. нараховувалося 32 безробітних (у 2006 р. — 24 безробітних), з них чоловіки становили 56,2 %, а жінки — 43,8 %.

## Економіка

### Підприємства міста

#### Промислові підприємства
| \| Промислові підприємства міста, за сферою діяльності \| Промислові підприємства міста, за сферою діяльності \| Промислові підприємства міста, за сферою діяльності \| \| Рік \| 2002 р. \| 2001 р. \| \| --------------------------------------------------- \| --------------------------------------------------- \| --------------------------------------------------- \| \| Енергетичні та водні ресурси \| 0 % \| 0 % \| \| Хімія та метали \| 0 % \| 0 % \| \| Переробка металів \| 20 % \| 20 % \| \| Продукти харчування \| 20 % \| 20 % \| \| Текстиль \| 0 % \| 0 % \| \| Виробництво меблів, видання \| 40 % \| 40 % \| \| Інше \| 20 % \| 20 % \| \| Усього підприємств \| 5 \| 5 \| |         |         |
| Промислові підприємства міста, за сферою діяльності |         |         |
| Рік | 2002 р. | 2001 р. |
| Енергетичні та водні ресурси | 0 %     | 0 %     |
| Хімія та метали | 0 %     | 0 %     |
| Переробка металів | 20 %    | 20 %    |
| Продукти харчування | 20 %    | 20 %    |
| Текстиль | 0 %     | 0 %     |
| Виробництво меблів, видання | 40 %    | 40 %    |
| Інше | 20 %    | 20 %    |
| Усього підприємств | 5       | 5       |

#### Роздрібна торгівля
| \| Підприємства роздрібної торгівлі міста, за сферою діяльності \| Підприємства роздрібної торгівлі міста, за сферою діяльності \| Підприємства роздрібної торгівлі міста, за сферою діяльності \| \| Рік \| 2002 р. \| 2001 р. \| \| ------------------------------------------------------------ \| ------------------------------------------------------------ \| ------------------------------------------------------------ \| \| Продукти харчування \| 60 % \| 60 % \| \| Одяг та взуття \| 0 % \| 0 % \| \| Товари для дому \| 0 % \| 0 % \| \| Книги та періодичні видання \| 0 % \| 0 % \| \| Промислова хімічна продукція \| 20 % \| 20 % \| \| Продукція, пов'язана з транспортними засобами \| 0 % \| 0 % \| \| Інше \| 20 % \| 20 % \| \| Усього підприємств \| 5 \| 5 \| |         |         |
| Підприємства роздрібної торгівлі міста, за сферою діяльності |         |         |
| Рік | 2002 р. | 2001 р. |
| Продукти харчування | 60 %    | 60 %    |
| Одяг та взуття | 0 %     | 0 %     |
| Товари для дому | 0 %     | 0 %     |
| Книги та періодичні видання | 0 %     | 0 %     |
| Промислова хімічна продукція | 20 %    | 20 %    |
| Продукція, пов'язана з транспортними засобами | 0 %     | 0 %     |
| Інше | 20 %    | 20 %    |
| Усього підприємств | 5       | 5       |

#### Сфера послуг
| \| Підприємства міста, що працюють у сфері послуг, за діяльністю \| Підприємства міста, що працюють у сфері послуг, за діяльністю \| Підприємства міста, що працюють у сфері послуг, за діяльністю \| \| Рік \| 2002 р. \| 2001 р. \| \| ------------------------------------------------------------- \| ------------------------------------------------------------- \| ------------------------------------------------------------- \| \| Гуртова торгівля \| 0 % \| 0 % \| \| Готелі та готельний бізнес \| 23,8 % \| 20 % \| \| Транспорт та зв'язок \| 23,8 % \| 26,7 % \| \| Посередницькі фінансові послуги \| 0 % \| 0 % \| \| Послуги підприємствам \| 4,8 % \| 6,7 % \| \| Послуги фізичним особам \| 23,8 % \| 20 % \| \| Нерухомість та ін. \| 23,8 % \| 26,7 % \| \| Усього підприємств \| 21 \| 15 \| |         |         |
| Підприємства міста, що працюють у сфері послуг, за діяльністю |         |         |
| Рік | 2002 р. | 2001 р. |
| Гуртова торгівля | 0 %     | 0 %     |
| Готелі та готельний бізнес | 23,8 %  | 20 %    |
| Транспорт та зв'язок | 23,8 %  | 26,7 %  |
| Посередницькі фінансові послуги | 0 %     | 0 %     |
| Послуги підприємствам | 4,8 %   | 6,7 %   |
| Послуги фізичним особам | 23,8 %  | 20 %    |
| Нерухомість та ін. | 23,8 %  | 26,7 %  |
| Усього підприємств | 21      | 15      |

## Житловий фонд
У 2001 р. 1,9 % усіх родин (домогосподарств) мали житло метражем до 59 м2, 13,7 % — від 60 до 89 м2, 26,2 % — від 90 до 119 м2 і
58,1 % — понад 120 м2.

З усіх будівель у 2001 р. 12,8 % було одноповерховими, 81,1 % — двоповерховими, 4,9 % — триповерховими, 1,1 % — чотириповерховими, 0 % — п'ятиповерховими, 0 % — шестиповерховими,
0 % — семиповерховими, 0 % — з вісьмома та більше поверхами.

## Автопарк
| \| Автомобілі, зареєстровані у місті, за призначенням \| Автомобілі, зареєстровані у місті, за призначенням \| Автомобілі, зареєстровані у місті, за призначенням \| \| Рік \| 2006 р. \| 2005 р. \| \| -------------------------------------------------- \| -------------------------------------------------- \| -------------------------------------------------- \| \| Приватні автомобілі \| 63,1 % \| 63,7 % \| \| Мотоцикли \| 14,9 % \| 14,1 % \| \| Вантажівки \| 19 % \| 19,1 % \| \| Трактори \| 0,8 % \| 0,5 % \| \| Автобуси та ін. \| 2,2 % \| 2,6 % \| \| Усього автомобілів \| 1.075 шт. \| 995 шт. \| |           |         |
| Автомобілі, зареєстровані у місті, за призначенням |           |         |
| Рік | 2006 р.   | 2005 р. |
| Приватні автомобілі | 63,1 %    | 63,7 %  |
| Мотоцикли | 14,9 %    | 14,1 %  |
| Вантажівки | 19 %      | 19,1 %  |
| Трактори | 0,8 %     | 0,5 %   |
| Автобуси та ін. | 2,2 %     | 2,6 %   |
| Усього автомобілів | 1.075 шт. | 995 шт. |

## Вживання каталанської мови
У 2001 р. каталанську мову у місті розуміли 98,5 % усього населення (у 1996 р. — 99,1 %), вміли говорити нею 91 % (у 1996 р. — 93,4 %), вміли читати 88,3 % (у 1996 р. — 88,5 %), вміли писати 68 % (у 1996 р. — 71,5 %). Не розуміли каталанської мови 1,5 %.

## Політичні уподобання
У виборах до Парламенту Каталонії у 2006 р. взяло участь 619 осіб (у 2003 р. — 554 особи). Голоси за політичні сили розподілилися таким чином:
| \| Вибори до Парламенту Каталонії \| Вибори до Парламенту Каталонії \| Вибори до Парламенту Каталонії \| \| Рік \| 2006 р. \| 2003 р. \| \| -------------------------------------- \| ------------------------------ \| ------------------------------ \| \| Конвергенція та Єднання (CiU) \| 38,1 % \| 38,1 % \| \| Соціалістична партія Каталонії (PSC) \| 14,5 % \| 16,6 % \| \| Народна партія (PP) \| 10,7 % \| 9,9 % \| \| Ініціатива за Каталонію — Зелені (ICV) \| 6,9 % \| 4 % \| \| Республіканська лівиця Каталонії (ERC) \| 26,2 % \| 30,7 % \| \| Громадяни — Громадянська партія (C's) \| 1,1 % \| 0 % \| \| Інші \| 2,4 % \| 0,7 % \| |         |         |
| Вибори до Парламенту Каталонії |         |         |
| Рік | 2006 р. | 2003 р. |
| Конвергенція та Єднання (CiU) | 38,1 %  | 38,1 %  |
| Соціалістична партія Каталонії (PSC) | 14,5 %  | 16,6 %  |
| Народна партія (PP) | 10,7 %  | 9,9 %   |
| Ініціатива за Каталонію — Зелені (ICV) | 6,9 %   | 4 %     |
| Республіканська лівиця Каталонії (ERC) | 26,2 %  | 30,7 %  |
| Громадяни — Громадянська партія (C's) | 1,1 %   | 0 %     |
| Інші | 2,4 %   | 0,7 %   |

У муніципальних виборах у 2007 р. взяло участь 634 особи (у 2003 р. — 619 осіб). Голоси за політичні сили розподілилися таким чином:
| \| Муніципальні вибори \| Муніципальні вибори \| Муніципальні вибори \| \| Рік \| 2007 р. \| 2003 р. \| \| -------------------------------------- \| ------------------- \| ------------------- \| \| Конвергенція та Єднання (CiU) \| 23,5 % \| 24,4 % \| \| Соціалістична партія Каталонії (PSC) \| 13,6 % \| 18,4 % \| \| Народна партія (PP) \| 0 % \| 0 % \| \| Ініціатива за Каталонію — Зелені (ICV) \| 0 % \| 0 % \| \| Республіканська лівиця Каталонії (ERC) \| 36,6 % \| 47,2 % \| \| Громадяни — Громадянська партія (C's) \| 0 % \| 0 % \| \| Інші \| 26,3 % \| 10 % \| |         |         |
| Муніципальні вибори |         |         |
| Рік | 2007 р. | 2003 р. |
| Конвергенція та Єднання (CiU) | 23,5 %  | 24,4 %  |
| Соціалістична партія Каталонії (PSC) | 13,6 %  | 18,4 %  |
| Народна партія (PP) | 0 %     | 0 %     |
| Ініціатива за Каталонію — Зелені (ICV) | 0 %     | 0 %     |
| Республіканська лівиця Каталонії (ERC) | 36,6 %  | 47,2 %  |
| Громадяни — Громадянська партія (C's) | 0 %     | 0 %     |
| Інші | 26,3 %  | 10 %    |